# Auguste d'Orville
Pour les articles homonymes, voir Orville.
Pierre Auguste d'Orville ou Peter August d'Orville est un problémiste d'échecs allemand né le 3 mai 1804 (15 mai dans le calendrier grégorien) à Saint-Pétersbourg et mort le 11 novembre 1864 à Ratisbonne. Il était le chef de file de la vieille école du problème d'échecs (avant l'apparition du problème indien) et un pionnier de l'approche artistique dans la composition des problèmes.

## Biographie
Né en Russie de parents allemands, Auguste d'Orville grandit à Saint-Pétersbourg. Sa famille émigra en Allemagne lorsque son père prit la direction d'une petite entreprise de tissus à Offenbach-sur-le-Main. Auguste d'Orville représenta l'affaire de son père à Anvers de 1836 à 1842.  Il vécut ses dernières années à Ratisbonne en Allemagne.

## Compositeur de problèmes d'échecs
D'Orville composa la plupart de ses problèmes quand il vécut à Anvers (de 1836 à 1842). Il fut un des premiers problémistes à travailler la simplicité et l'harmonie dans ses compositions. Ses problèmes ne comportaient que les pièces nécessaires à la réalisation d'une idée artistique. Selon Alphonse Goetz, il fut des inventeurs du problème orthodoxe en deux coups.
Il publia en 1842, un recueil de problèmes : Problèmes d'échecs composés et dédiés aux amateurs de ce jeu qui contient 250 de ses compositions.